# Bożena Stachura
Bożena Stachura (ur. 17 lutego 1974 w Paczkowie) – polska aktorka teatralna, filmowa i telewizyjna.

## Życiorys
W 1993 roku ukończyła Prywatne Żeńskie Liceum Ogólnokształcące Sióstr Urszulanek UR we Wrocławiu, a w 1999 roku PWST w Krakowie. W tym samym roku dołączyła do zespołu warszawskiego Teatru Narodowego.
Na ekranie zadebiutowała w jednym z odcinków sitcomu Miodowe lata. Jej kolejna rola to Solange w Pragnieniu miłości (2002) Jerzego Antczaka. W 2006 roku wcieliła się w postać sędzi Bożeny, kochanki głównego bohatera (Jan Frycz) w Bezmiarze sprawiedliwości Wiesława Saniewskiego. Od tego roku regularnie pojawiała się w serialu M jak miłość.
Na scenie Teatru Narodowego wystąpiła głównie w rolach epizodycznych i drugoplanowych rolach w przedstawieniach m.in. Kazimierza Kutza (Na czworakach, Śmierć komiwojażera), Jerzego Grzegorzewskiego (Kasia w Weselu i Syrena Ladacznica w On. Drugi powrót Odysa) i Tadeusza Bradeckiego (Piaskownica w piaskownicy, Ostatni i Happy End według Bertolta Brechta). W 2010 roku rozpoczęła gościnną współpracę z innymi teatrami, m.in. z Teatrem Kamienica i Och-Teatrem, gdzie wystąpiła u boku Krystyny Jandy w spektaklu Wassa Żeleznowa w reżyserii Waldemara Raźniaka. Na scenie warszawskiego teatru partnerował jej także Jerzy Trela, który był wieloletnim przyjacielem aktorki. 
W Teatrze Telewizji zagrała Gemmę w spektaklu Laco Adamika Lord Jim (2002) na podstawie prozy Josepha Conrada. W 2009 roku swoją premierę miały dwa inne spektakle Teatru Telewizji z jej udziałem – Teorban Christiana Simeona w reżyserii Marii Zmarz-Koczanowicz oraz O prawo głosu Janusza Petelskiego. W 2018 roku wystąpiła w filmie Jak pies z kotem, w którym wcieliła się w postać Beaty, żony Janusza.  

## Filmografia
- 2000: Miodowe lata jako pani Filipczak (odc. 52)
- 2002: Na dobre i na złe jako Ewa (odc. 113)
- 2002: Chopin. Pragnienie miłości jako Solange, córka George Sand
- 2003: Miodowe lata jako pani Filipczak, nauczycielka Sabriny (odc. 116)
- 2005: Lawstorant jako sekretarka w banku
- 2006–2011: M jak miłość jako Grażyna Raczyńska-Łagoda[a]
- 2006: Bezmiar sprawiedliwości serial jako sędzia Bożena, kochanka Wilczka
- 2006: Bezmiar sprawiedliwości jako sędzia Bożena, kochanka Wilczka
- 2012: Galeria jako Brygida[b]
- 2012: Prawo Agaty jako Gajewska, właścicielka biura matrymonialnego (odc. 28)
- 2013: Ojciec Mateusz jako kapitan Olga Rylska, prokurator wojskowy (odc. 110)
- 2013: Lekarze jako matka Kajtka (odc. 31)
- 2014: Obywatel jako sędzia
- 2015: Mój ojciec Staś jako Kalina Jędrusik
- od 2015: Barwy szczęścia jako Urszula Karaś, matka Julity[c]
- 2018: Jak pies z kotem jako Beata, żona Janusza
- 2020: Nieobecni jako psycholog Drzewiecka (odc. 6, 10)
- 2021: Poza biurem, reż. Bartosz Nowacki, rola: Ania
- 2021- Tynka, etiuda szkolna PWSFTviT Łódź, reż. Marcjanna Lelek, rola: Wanda, matka Tynki
- 2021- Stancja, krótkometrażowy, reż. Adrian Apanel, rola: matka Jakuba (głos przez telefon)[4]
- 2022 - Lulu, reż. Kinga Dębska, odc.17, rola: Sylwia[5]

## Teatr Telewizji
- 2016: Wesele w Kurnej Chacie, na podst. tekstów Jana Kaczmarka, reż. Zbigniew Lesień, rola: Atrakcyjna Kobieta
- 2008: O prawo głosu (Scena Faktu), Robert Miękus, Janusz Petelski, reż. Janusz Petelski, rola: Maria Hulewiczowa
- 2008: Teorban, Christian Simeon, reż. Maria Zmarz-Koczanowicz, rola: Carmela
- 2006: Słowo honoru, reż. Krzysztof Zaleski, rola: działaczka AK składająca przysięgę
- 2002: Urodziny poety, widowisko poetyckie z okazji 80. urodzin Tadeusza Różewicza, reż. Kazimierz Kutz
- 2002: Lord Jim, aut. Joseph Conrad, reż. Laco Adamik, rola: Gemma

## Teatr
PWST Kraków

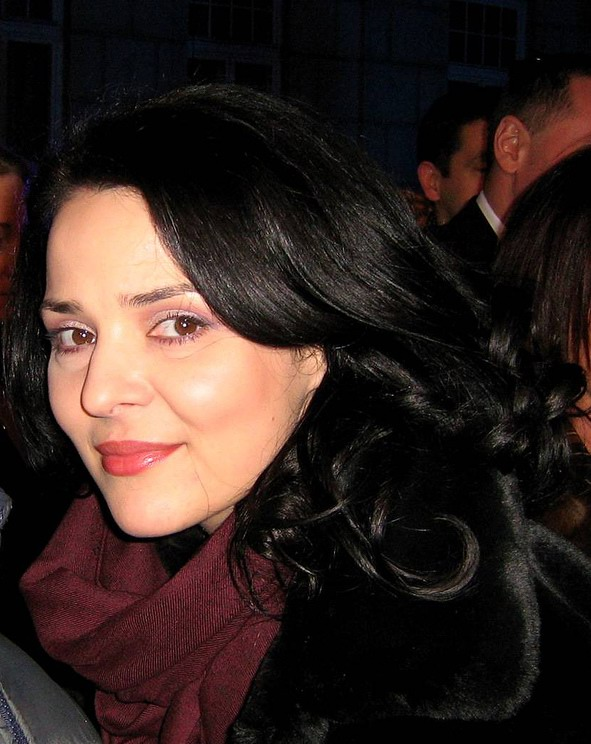
Bożena Stachura (2007)

- 1999: Pułapka/Przemiana, Tadeusz Różewicz/Franz Kafka, reż. Paweł Miśkiewicz, rola: Matka
- 1998: Prorok Ilia, Tadeusz Słobodzianek, reż. Mikołaj Grabowski, rola: Nadzieja
- 1998: Samobójca, Nikołaj Erdman, reż. Jerzy Trela, role: sąsiadka/Cyganka

Teatr Narodowy
- 2015: Kordian (dramat), Juliusz Słowacki, reż. Jan Englert, rola: dama z carskiego dworu
- 2014: Lód, Władimir Sorokin, reż. Konstantin Bogomołow, role: Siostra/Wika/Ekos/Lida
- 2011: Lorenzaccio, Alfred de Musset, reż. Jacques Lassalle, rola: Pierwsza Dama
- 2009: Balladyna, Juliusz Słowacki, reż. Artur Tyszkiewicz, rola: kobieta (rola śpiewana)
- 2008: Wiele hałasu o nic, William Shakespeare, reż. Maciej Prus, rola: Urszula
- 2007: Mikołajowa przygoda w teatrze, Leszek Zduń, reż. Leszek Zduń, rola: Wróżka
- 2007: Stara kobieta wysiaduje, Tadeusz Różewicz, reż. Stanisław Różewicz, rola: piękna dziewczyna
- 2005: Happy End, Bertolt Brecht, reż. Tadeusz Bradecki, rola: Miriam
- 2005: On. Drugi powrót Odysa, Jerzy i Antonina Grzegorzewscy, reż. Jerzy Grzegorzewski, rola: Syrena Ladacznica
- 2004: Śmierć komiwojażera, Arthur Miller, reż. Kazimierz Kutz, rola: kobieta
- 2003: Piaskownica w piaskownicy, Tadeusz Bradecki, reż. Tadeusz Bradecki, rola: Dorota
- 2003: Ostatni, Tomasz Łubieński, reż. Tadeusz Bradecki, role różne
- 2002: Nie boska komedia, Zygmunt Krasiński, reż. Jerzy Grzegorzewski, rola: rewolucjonistka
- 2001: Akropolis, Stanisław Wyspiański, reż. Ryszard Peryt, role: panna z monumentu Sołtyka/Poliksena/ Anioł ze snu Jakubowego
- 2001: Na czworakach, Tadeusz Różewicz, reż. Kazimierz Kutz, rola: dziewczyna/wdowa
- 2000: Wesele, Stanisław Wyspiański, reż. Jerzy Grzegorzewski, rola: druhna Kasia

Och-Teatr
- 2014: Przedstawienie Świąteczne (oryg. tytuł: Wszystko w rodzinie) Ray Cooney, reż. Krystyna Janda, rola: Jane Tate
- 2010: Wassa Żeleznowa, Maksim Gorki, reż. Waldemar Raźniak

Teatr Kamienica
- 2010: I tak Cię kocham, autorski spektakl Emiliana Kamińskiego (musical), reż. Emilian Kamiński, rola: Sylwia

## Dubbing
- 2012: Operacja stylówa (MTV Polska, 2 sezony), rola: Pod
- 2010: Wiktoria znaczy zwycięstwo, rola: Sophie Michelle
- 2008: Kroniki Spiderwick, Start Studio, rola: Helen
- 2008: Mass Effect (gra komputerowa), Start Studio, rola: Automat
- 2007: Don Chichot, Start Studio, rola: Dulcynea
- 2007: Wiedźmin (gra komputerowa), Start Studio, rola: Toruviel
- 2006: Pajęczyna Charlotty, Start Studio, rola: Pani Arable
- 2003: Piotruś Pan, Start Studio, rola: pani Darling

## Radio
- 2016–: Golem (widowisko audiowizualne), Gustav Meyrink, reż. Krzysztof Czeczot, rola: Angelina
- 2016: Na marne (Teatr Polskiego Radia), Henryk Sienkiewicz, reż. Wojciech Markowski, rola: hrabianka Lula
- 2015: Parabank, czyli dobroczyńca ubogich (Teatr Polskiego Radia ), Marcin Troński, reż. Marcin Troński, rola: siostra Bogusia
- 2008: Przebudzenie, Irena Matuszkiewicz, czytanie w odcinkach (Radio Dla Ciebie)
- 2008: Matki, Teodora Dumowa, czytanie w odcinkach (Radio Dla Ciebie)
- 2007: Poliksena i Piosiaczek, Bianka Pitzorno, czytanie w odcinkach (Radio Dla Ciebie)

## Audiobooki
- 2013: Cztery pory baśni. Wiosna, Włodzimierz Dulemba, Wydawnictwo Audio Liber
- 2013: Cztery pory baśni. Jesień, Włodzimierz Dulemba, Wydawnictwo Audio Liber
- 2013: Cztery pory baśni. Zima, Włodzimierz Dulemba, Wydawnictwo Audio Liber

## Programy telewizyjne
- 2017–: Xięgarnia, TVN24, felieton Janusza Rudnickiego „Nie piszę kryminałów”, rola: ekskluzywna Ukrainka
- 2017–: Xięgarnia, TVN24, felieton Janusza Rudnickiego Gdzie diabeł nie może, tam babę pośle, rola: baba
- 2013: Pytanie na śniadanie TVP2 (wrzesień–grudzień) autorski cotygodniowy cykl o zdrowym żywieniu Nie tyję, bo jem (scenariusz, prowadzenie)
- 2008: Travel Channel Polska – program podróżniczy, odc. o Paczkowie na Opolszczyźnie (scenariusz, prowadzenie, lektor)

## Inne
- 2022 – UKRAINA WALCZY. Poezja ukraińskich poetów: Szewczenko - Żadan - Kiwa - Jakymczuk i inni. Europejskie Centrum Artystyczne im. F. Chopina w Sannikach. Scenariusz i recytacja: Bożena Stachura, na fortepianie: Maria Korecka-Soszkowska[6]
- 2020– ON VOUS ADORE. Chopin oczami George Sand. Europejskie Centrum Artystyczne im. F. Chopina w Sannikach. Koncert z okazji 210. rocznicy urodzin Fryderyka Chopina. Scenariusz (na podstawie listów i pamiętników George Sand) i recytacja: Bożena Stachura, na fortepianie: finalista Międzynarodowego Konkursu Chopinowskiego w Warszawie, wybitny japoński pianista- Takashi Yamamoto.[7]
- 2019 – organizacja i współprowadzenie 80. urodzin Igi Cembrzyńskiej w kinie Atlantic
- 2017: Szarlatanów nikt nie kocha, poetycko-muzyczny spektakl z Krakowskiego Salonu Poezji, prezentacja w Muzeum Konstantego Ildefonsa Gałczyńskiego w Leśniczówce Pranie
- 2016: Szarlatanów nikt nie kocha, czytanie poezji Konstantego Ildefonsa Gałczyńskiego w Krakowskim Salonie Poezji Anny Dymnej, w duecie z Jerzym Trelą (scenariusz: Bożena Stachura, opracowanie muzyczne: Halina Jarczyk)
- 2014: Wieczór z Jackiem Kleyffem – Klub Komediowy Klancyk, rola: pani Jadwiga (monologi własnego autorstwa)
- 2006: Salon Poezji Anny Dymnej w Teatrze Słowackiego w Krakowie, czytanie poezji Tadeusza Różewicza z okazji 85. urodzin Poety, w duecie z Jerzym Trelą (scenariusz Bożena Stachura)